# Hondo
Hondo je název řeky ve Střední Americe. Její délka je přibližně 209 km a po většinu trasy je orientována ve směru jihozápad-severovýchod. Ústí do Chetumalského zálivu Karibského moře. Většina jejího středního a dolního toku tvoří hranici mezi Mexikem a Belize. Pramenná oblast řeky se nachází v Guatemale, řeka vzniká soutokem svých dvou hlavních zdrojnic - Río Azul a Río Bravo. Povodí řeky je 13500 km². Patří mezi největší řeky na poloostrově Yucatán, který nemá téměř žádné řeky kvůli poréznímu vápencovému podloží.